# Pitangueiras (Paraná)
Pitangueiras è un comune di 2.786 abitanti dello stato del Paraná in Brasile.